# Eurytemora americana
Eurytemora americana är en kräftdjursart som beskrevs av L. W. Williams 1906. Eurytemora americana ingår i släktet Eurytemora och familjen Temoridae. Arten har ej påträffats i Sverige. Inga underarter finns listade i Catalogue of Life.